# Рымачи
Рымачи́ (укр. Римачі́, пол. Rymacze) — село в Вишневской сельской общине Ковельского района Волынской области Украины.
До 2020 года входило в Любомльский район.
Код КОАТУУ — 0723384801. Население по переписи 2001 года составляет 942 человека. Почтовый индекс — 44350. Телефонный код — 3377.